# Finnmarksløpet
Finnmarksløpet – wyścigi psich zaprzęgów odbywające się w corocznie od 1981 roku. Wyścigi odbywają się w trzech kategoriach: klasie otwartej, klasie zamkniętej oraz klasie juniorów.

## Opis
Zawody składają się z trzech różnych wyścigów nazywanych klasami będącymi różnymi kategoriami.
Klasa otwarta posiada trasę długości ok. 1200 km, w skrócie nazywana jest FL-1200. Uznawana jest za najdłuższy wyścig psich zaprzęgów w Europie. Maszerzy używają w niej maksymalnie 14 psów składających się na zaprzęg. Aby móc uczestniczyć w tej klasie, maszerzy muszą pomyślnie ukończyć wyścig długodystansowy o długości co najmniej 400 km.
Klasa ograniczona posiada trasę długości ok. 600 km, w skrócie nazywana jest FL-600. Maszerzy używają w niej maksymalnie ośmiu psów. W tej kategorii nie ma dodatkowych wymagań co do wzięcia udziału.
Klasa junior jest krótsza od klasy otwartej i klasy ograniczonej. Przewidziana jest dla uczestników w kategorii wiekowej 15–17 lat.

### Zespoły
W skład zespołu wchodzą maszer, psy oraz przewodnicy (najczęściej trzy osoby), którzy udzielają pomocy w zakresie sprzętu i żywności dla maszera. Jedzenie dla psów jest wcześniej dostarczane przez organizatorów do punktów kontrolnych w specjalnych torbach. Na punktach kontrolnych przewodnicy spotykają się również z zespołem i pomagają w zapewnieniu wsparcia rewitalizacyjnego oraz dostarczają sprzęt.

## Historia
Pierwsze zawody odbyły się w 1981 roku. Zorganizowany został przez lokalnych entuzjastów. Wzięły w nim udział trzy zespoły składające się łączne z czterech osób i 22 psów. Trasa liczyła 262 km, prowadziła z Alty (schroniska górskiego Gargia) do Karasjok i z powrotem. Inspiracją do zorganizowania zawodów były wyścigi Iditarod na Alasce oraz Nordic Maraton w Szwecji.
W 1985 roku Finnmarksløpet zostało członkiem Norges Hundekjørerforbund, czyli Norweskiego Stowarzyszenia Treserów Psów, stając się tym samym częścią Norweskiej Konfederacji Sportu, dzięki czemu zawody zostały dodane do harmonogramu zatwierdzonych wyścigów.
Do roku 1984 odbywał się tylko jeden wyścig, jednak w 1985 wprowadzo dwie klasy, z czego w jednej z nich wprowadzono ograniczenie maksymalnej liczby psów. Przez kilka lat obie klasy biegały tą samą trasą, która z roku na rok była wydłużana, co okazało się problematyczne dla maszerów posiadających ograniczoną liczbę psów. Od 1992 roku zostały wyznaczone trasy o dwóch różnych długościach, dłuższa (1000 km) dla klasy otwartej oraz krótsza (500 km) dla klasy ograniczonej.
Początkąwym organizatorem była Alta Trekkhundklubb. W 2001 utworzono spółkę z ograniniczoną odpowiedzialnością o nazwie Finnmarksløpet, której głównym akcjonariuszem pozostał Alta Trekkhundklubb.
W 2001 roku wyścig otwierała Marta Ludwika, co przyczyniło się do podniesienia popularności, gdyż wydarzeniem tym zainteresowały się media.
W 2014 roku dodano klasę juniorską dla grupy wiekowej 15–17, w skrócie określaną FL-Junior.
W 2015 do wyścigu w klasie otwartej dodano nowy punkt kontrolny, dzięki czemu wydłużono długość do 1100 km. Wtedy też zawody Finnmarksløpet miały status mistrzostw świata w długodystansowym psim zaprzęgu. W 2018 roku trasa klasy otwartej została wydłużona do 1200 km, a w 2020 trasa klasy zamkniętej została wydłużona – jej długość była bliższa 600, niż 500 km, w związku z czym nazwę kategorii zmieniono z FL-500 na FL-600.
W 2023 zawody Finnmarksløpet miały status mistrzostw świata w długodystansowym psim zaprzęgu.

## Zwycięzcy
| Rok  | Klasa otwarta                       | Klasa ograniczona                   | Klasa juniorów                      | Źródła               |
| ---- | ----------------------------------- | ----------------------------------- | ----------------------------------- | -------------------- |
| 2025 | Harald Tunheim                      | Bjørnar Andersen                    | Elisabeth Kristensen                | [ 13 ]               |
| 2024 | Petter Karlsson                     | Ronny Wingren                       | Elisabeth Kristensen                | [ 14 ] [ 15 ] [ 16 ] |
| 2023 | Petter Karlsson                     | Harald Tunheim                      | Elisabeth Kristensen                | [ 17 ] [ 18 ]        |
| 2022 | Thomas Wærner                       | Ronny Wingren                       | Oda Karlstrøm                       | [ 19 ]               |
| 2021 | Odwołane z powodu pandemii COVID-19 | Odwołane z powodu pandemii COVID-19 | Odwołane z powodu pandemii COVID-19 | [ 20 ]               |
| 2020 | Przerwany                           | Daniel Haagensen                    | Espen Burger                        | [ 21 ]               |
| 2019 | Thomas Wærner                       | Hanna Lyrek                         | Ole Henrik Isaksen Eira             |                      |
| 2018 | Petter Karlsson                     | Harald Tunheim                      | Ole Henrik Isaksen Eira             |                      |
| 2017 | Petter Jahnsen                      | Elisabeth Edland                    | Tuva Almås                          |                      |
| 2016 | Petter Karlsson                     | Ole Sigleif Johansen                | Hanna Lyrek                         |                      |
| 2015 | Sigrid Ekran                        | Elisabeth Edland                    | Anette Børve Hernes                 |                      |
| 2014 | Sigrid Ekran                        | Ronny Wingren                       | Erik Loftsgård                      |                      |
| 2013 | Thomas Wærner                       | Milos Gonda                         |                                     |                      |
| 2012 | Inger-Marie Haaland                 | Katy Meier                          |                                     |                      |
| 2011 | Roger Dahl                          | Elisabeth Edland                    |                                     |                      |
| 2010 | Ralph Johannesen                    | Ole Wingren                         |                                     |                      |
| 2009 | Inger-Marie Haaland                 | Arnt Ola Skjerve                    |                                     |                      |
| 2008 | Harald Tunheim                      | Jan Vidar Dahle                     |                                     |                      |
| 2007 | Tore Bergby                         | Elisabeth Edland                    |                                     |                      |
| 2006 | Harald Tunheim                      | Erle Frantzen                       |                                     |                      |
| 2005 | Roger Dahl                          | Hilde Askildt                       |                                     |                      |
| 2004 | Bjørnar Andersen                    | Stein Are Harder                    |                                     |                      |
| 2003 | Rune Johansen                       | Dag Torulf Olsen                    |                                     |                      |
| 2002 | Rune Johansen                       | Markus Kyrre Leistad                |                                     |                      |
| 2001 | Robert Sørlie                       | Dag Torulf Olsen                    |                                     |                      |
| 2000 | Kjetil Backen                       | Abner Hykkerud                      |                                     |                      |
| 1999 | Robert Sørlie                       | ?                                   |                                     |                      |
| 1998 | Harald Tunheim                      | ?                                   |                                     |                      |
| 1997 | Harald Tunheim                      | Abner Hykkerud                      |                                     |                      |
| 1996 | Harald Tunheim                      | Rune Johansen                       |                                     |                      |
| 1995 | Robert Sørlie                       | Eirik Nilsen                        |                                     |                      |
| 1994 | Sven Engholm                        | Karl Petter Beldo                   |                                     |                      |
| 1993 | Sven Engholm                        | Eirik Nilsen                        |                                     |                      |
| 1992 | Roger Dahl                          | Eirik Nilsen                        |                                     |                      |
| 1991 | Sven Engholm                        | Jan Arne Jakobsen                   |                                     |                      |
| 1990 | Sven Engholm                        | Torgeir Øren                        |                                     |                      |
| 1989 | Stein Håvard Fjestad                | Egil Olli                           |                                     |                      |
| 1988 | Sven Engholm                        | Arne Oddvar Nilsen                  |                                     |                      |
| 1987 | Karl Petter Beldo                   | Arne Oddvar Nilsen                  |                                     |                      |
| 1986 | Sven Engholm                        | Sven Engholm                        |                                     |                      |
| 1985 | Sven Engholm                        | Arne Oddvar Nilsen                  |                                     |                      |